# Mati stotnika von Stierle-Holzmeistra (Waldmüller)
Mati stotnika von Stierle-Holzmeistra je slika v olju na platnu nemškega slikarja in obdobja bidermajer Ferdinanda Georga Waldmüllerja.
Stara dvorna svetnica Stierle-Holzmeister, Edle von Forstheim (1755–1830), katere telo je grobo stisnjeno v obleki iz črtaste svile v empirskem slogu, je potrpežljivo sedela ob tem portretu, ki ga je naslikal takrat neznani 28-letni portretist Ferdinand Georg Waldmüller, ki je do takrat delal predvsem kot gledališki slikar in miniaturist. Njena preteklost kot Henriette Mirk, njeni uspehi kot subretke v gledališču Hofburg, kjer je nastopala od leta 1777, so očitno že zdavnaj mimo. Njen pogled se izogiba gledalčevemu in je rahlo spuščen.
Kapitan von Stierle-Holzmeister je slikarju naročil, naj naslika portret njegove matere in mu naročil, »naslikaj jo točno takšno, kot je«. In je uspel. Z veliko prefinjenostjo so predeli kože in tkanine barvno niansirani in modelirani v svetlobi in senci. Nobena podrobnost ni izpuščena, nič ni prezrto. Težka glava počiva na ramenih brez vratu.
Waldmüller je bil krajinar, portretist in žanrski slikar, ki je proučeval tako naravo kot človeka. Sebe je opredeljeval kot kopist narave in zavezan k realizmu. Upodobitev svetlobe je postala osrednji problem njegovega obsežnega opusa.